# Anna Johansson
Anna Christianovna Johansson (en ruso: Анна Христиановна Иогансон) (San Petersburgo, 1860-Petrogrado, 1917), fue una bailarina del Imperio Ruso que bailó con el Ballet Imperial de San Petersburgo.

## Biografía
Anna Johansson era hija de Christian Johansson, el célebre coreógrafo y maestro de ballet sueco que trabajaba en el Ballet Imperial Ruso. Estudió ballet con su padre y ascendió a una posición como solista destacada en el Ballet Imperial en el Teatro Maryinsky.
Estrenó muchos roles solistas en los ballets más famosos del repertorio de Petipa/Ivanov. Algunos de estos roles fueron:
- El hada Canario y el hada del diamante en La bella durmiente (1890)
- El solista principal del vals de las flores en El cascanueces (1892)
- El hada madrina de Cenicienta (1893)
- Aurora, la diosa del amanecer en El despertar de la flora (1894)
- La perla negra en La Perle (1896)
- La variación femenina del Grand Pas Classique Hongrois en Raymonda (1898)

Después de retirarse de los escenarios, siguiendo los pasos de su padre, se convirtió en una célebre maestra de la clase de perfeccionamiento en la Imperial Ballet School hasta su muerte en 1917.
Estaba casada con el bailarín, director y compositor Alexander Friedmann. Su familia crio al hijo de Friedmann de su primer matrimonio: Aleksandr Fridman.